# German Guy
German Guy (titulado Alemán de familia en Hispanoamérica y El alemán en España) es el undécimo episodio de la novena temporada de la serie Padre de familia emitido el 20 de febrero de 2011 a través de FOX. El episodio se centra en Chris, quien intenta encontrar un nuevo hobby hasta que conoce a un titiritero llamado Franz, del que se hace amigo. Herbert, al descubrir a Chris con Franz intenta avisarle de su oscuro pasado.
El episodio está escrito por Patrick Meighan y dirigido por Cyndi Tang. Las críticas por parte de la crítica en cuanto al argumento y las referencias culturales fueron dispares. Según la cuota de pantalla Nielsen, el episodio fue visto por 6,57 millones de televidentes en su estreno. Como artistas invitados, prestan sus voces a sus respectivos personajes: Ralph Garman y Alan Tudyk.

## Argumento
Harta de la afición de su hijo, Lois sugiere que Peter le ayude a encontrarle otra afición, sin embargo, los intentos de Peter son vanos hasta que Chris se fija un día en un escaparate de marionetas. Al entrar, conoce al dependiente, un anciano alemán llamado Franz Gutentag con el que entabla una amistad y de paso recrean aventuras con los títeres, cuando el viejo Herbert pasa por el lugar y los ve, trata de avisar a Peter y a Lois de que Franz en realidad es un Nazi encargado de un Campo de Concentración al que conoció durante la II Guerra Mundial cuando este fue prisionero de los nazis. Sin embargo, estos se muestran reacios a creerle y deciden invitarle para aclarar el asunto. Al día siguiente, Chris se presenta en casa de Franz -cuyo verdadero nombre según Herbert es Franz Schlechtnacht- para preguntarle sobre si es un nazi, éste niega tal acusación, a continuación, Peter toca a la puerta para invitar a Franz a comer con su familia. De pronto, a Chris le urge ir al baño, pero pronto descubre una habitación repleta con parafernalia nazi.
Tras descubrir que Herbert tenía razón, Franz toma a Chris y a Peter como rehenes y los encierra en el sótano a la espera del momento para matarlos. Peter, consigue ser más listo que el raptor y desarma a Franz, pero cuando Chris coge el arma y es incapaz de reconocer a su propio padre, este dispara a Peter y Franz recupera su arma. A la mañana siguiente, Lois, preocupada por que su marido y su hijo no llegaron a casa anoche, llama a Franz para preguntarle si los ha visto recibiendo una negativa como respuesta. Mientras, Peter y Chris descubren un pequeño ventanuco en el sótano. Tras ver pasar a Herbert con su perro, Chris le pide ayuda, mientras Peter le pide que le diga a Meg "Muslos de trueno" tras haberla visto momentos antes. Dispuesto a salvar a Chris, Herbert se presenta en casa de Franz con su traje de soldado para enfrentarse a su viejo enemigo empezando así una "larga" batalla, pero debido a la edad de ambos, la pelea es lentísima aparte de los paréntesis para echar una siesta, tomarse las pastillas y llamara a la enfermera de Franz tras quedarse atascado en el sofá hasta que finalmente, Franz fallece después de caer de espaldas. Tras rescatar a Chris y a Peter del sótano, recuperan su amistad, mientras Meg llega para decirle a su padre lo que le había llamado el anciano, por lo cual, Peter se lo agradece al pensar que no se acordaría.

## Producción y desarrollo
El episodio está escrito por Patrick Meighan y dirigido por Cyndi Tang, siendo este el segundo trabajo de ambos en la novena temporada. Peter Shin y James Purdum, quienes tiempo atrás trabajaron como directores de animación, trabajaron como supervisores de dirección del episodio, junto con Andrew Goldberg, Alex Carter, Elaine Ko, Spencer Porter y Aaron Blitzstein como equipo de guionistas.[cita requerida] El compositor Walter Murphy compuso la música del episodio.
Aparte del reparto habitual de la serie, los actores Ralph Garman y Alan Tudyk prestaron sus voces a sus respectivos personajes. Otros actores: Alex Breckenridge, John G. Brennan y los guionistas Alec Sulkin y John Viener hicieron apariciones menores en el episodio.

## Referencias culturales

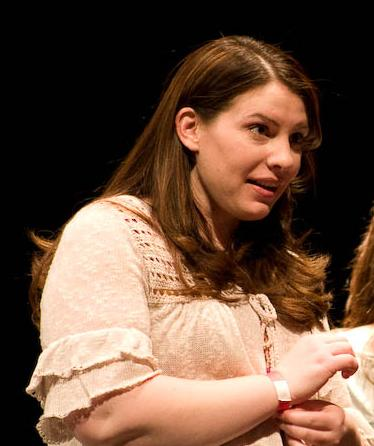
La saga Crepúsculo fue satirizada en el episodio. En la foto, Stephenie Meyer.